# Romaine Sawyers
Romaine Theodore Sawyers (ur. 2 listopada 1991 w Birmingham) – piłkarz z Saint Kitts i Nevis, grający na pozycji pomocnika w angielskim klubie Bristol Rovers oraz reprezentacji Saint Kitts i Nevis. Posiada również obywatelstwo brytyjskie.

## Kariera klubowa
Romaine Sawyers swoje dzieciństwo spędził w Anglii. Tam też rozpoczął swoją karierę piłkarską. Rozpoczynał ją w West Bromwich Albion. Z klubu był jednak wielokrotnie wypożyczany. Występował m.in. w: Port Vale, Shrewsbury Town czy Walsall. Z tym ostatnim klubem związał się na dłużej. W barwach Walsall występował przez 3 lata. 
W 2016 roku przeniósł się do Brentford FC. Tam również grał przez niemal 3 lata. W 2019 powrócił do klubu, w którym się wychowywał, czyli West Bromwich Albion. W sezonie 2019/20 znalazł się w drużynie sezonu i wywalczył awans do Premier League. W tej lidze zadebiutował 13 września 2020 z Leicester City. W sezonie rozegrał w sumie 19 meczów. Jednak jego drużyna spadła do EFL Championship. Od 2022 jest zawodnikiem  Cardiff City.

## Kariera reprezentacyjna
W reprezentacji Saint Kitts i Nevis zadebiutował 10 października 2012 w meczu przeciwko Anguilli. W tym samym meczu zdobył swoją pierwszą bramkę w barwach narodowych. Został powołany na Złoty Puchar CONCACAF 2023.